# Saillagouse
Saillagouse (katalanisch Sallagosa) ist eine französische Gemeinde mit 1161 Einwohnern (Stand 1. Januar 2022) im Département Pyrénées-Orientales in der Region Okzitanien. Sie gehört zum Arrondissement Prades und zum Kanton Les Pyrénées catalanes.

## Nachbargemeinden
Nachbargemeinden von Saillagouse sind Font-Romeu-Odeillo-Via im Norden, Eyne im Nordosten, Llo im Osten, Err im Süden, Sainte-Léocadie im Südwesten, Llívia im Westen und Estavar im Nordwesten.

## Bevölkerungsentwicklung
| Jahr      | 1962 | 1968 | 1975 | 1982 | 1990 | 1999 | 2013 |
| Einwohner | 548  | 728  | 875  | 879  | 825  | 820  | 1068 |

## Sehenswürdigkeiten
- Kirche Sainte-Eugénie